# Olivier Jardé
Olivier Jardé, né le 28 mars 1953 à Courbevoie (Hauts-de-Seine), est un homme politique français.

## Biographie
Olivier Jardé est un professeur agrégé de chirurgie et de droit de la santé.
Il entame sa carrière politique en 1989 par son élection à la mairie de Remiencourt, (maire du 12 mars 1989 au 23 mars 2001, puis adjoint du 24 mars 2001 au 16 mars 2008), puis lors des élections cantonales françaises de 1994 est élu conseiller général du canton de Boves. Il est président du Sivom de Boves du 11 juillet 1995 au 16 mars 2008.
Lors des élections législatives de 1997 dans la Somme, il est le suppléant de Gilles de Robien, et devient député titulaire lorsque ce dernier est nommé au gouvernement. Puis de nouveau après les élections législatives du 19 juin 2002. Il siége au sein du groupe UDF
En mai 2007, Olivier Jardé annonce son soutien à Nicolas Sarkozy, après avoir voté François Bayrou au premier tour de l'élection présidentielle française de 2007. En juin 2007, il est réélu député de la Somme et fait partie du groupe NC.[réf. nécessaire]
Lors des législatives de 2012, il perd son siège de député face à Barbara Pompili du parti EELV.
En 2014, il se déclare « candidat au sondage » en vue des élections municipales de 2014 à Amiens. Il est à ce titre en compétition avec Brigitte Fouré, conseillère municipale d'opposition sortante et conseillère générale. C'est finalement cette dernière qui voit sa candidature consacrée par le sondage : elle est créditée de 53 % des voix au second tour contre seulement 50 % pour Olivier Jardé. Il renonce alors à son projet de candidature à la mairie d'Amiens mais intègre toutefois la liste de son ancienne concurrente en sixième position. au second tour des municipales de 2014, il fait partie des élu(e)s majoritaires, en tant que simple conseiller municipal de la ville d'Amiens et, au sein du conseil communautaire de la communauté d'agglomération Amiens Métropole, septième vice-président chargé de l'enseignement supérieur et du numérique.
L'année suivante, le canton de Boves dont il était le représentant est supprimé et intègre celui d'Amiens-7. Il y est élu avec 71,37 % des suffrages exprimés. Il émet le souhait d'accéder à la présidence du Conseil départemental. Néanmoins, il est battu à l'occasion d'une primaire interne au groupe UDI-Indépendants par Hubert de Jenlis, conseiller départemental d'Amiens-6. Il reste simple conseiller départemental et n'intègre pas l'exécutif départemental. Il est réélu le 27 juin 2021 avec son binôme Margaux Deletre avec 62% des suffrages. Il intègre l'exécutif départemental en tant que Vice-président à l'enfance, le 1er juillet 2021.
Il est nommé chevalier de la Légion d'honneur le 14 juillet 2014.
En 2016, il soutient Bruno Le Maire pour la Primaire de la droite et du centre.
Il se présente en dissident aux élections législatives de 2017, n'ayant pas eu l'investiture de son parti. Avec le score de 12,45% des voix exprimées lors du premier tour, il ne se qualifie pas pour le second tour. Par cet acte, la droite et le centre seront absents du second tour.
Il soutient Brigitte Fouré à la mairie d'Amiens et devient adjoint au maire chargé de la population le 3 juillet 2020.
Le 3 décembre 2024, à la suite du jugement correctionnel du tribunal judiciaire de Beauvais, Stéphane Haussoulier est condamné à 3 ans inéligibilité et 3 ans d’emprisonnement avec sursis. Il fait appel. Olivier Jardé lui demande de se mettre en retrait de sa présidence. Devant son refus, il démissionne de sa vice-présidence. Il est rejoint par 13 autres conseillers départementaux. Stéphane Haussoulier finit par démissionner. Olivier Jardé soutient la candidature de Christelle Hiver et devient 2e vice-président.

### Mandats
- 1989-2001 : Maire de Remiencourt puis adjoint au maire de 2001 à 2008.
- 2002-2012 : Député de la Somme.
- 1994-2015 : Conseiller général du canton de Boves[10].
- le 24 mars 2010 : Élu au conseil régional, mais démissionne aussitôt.
- Depuis le 3 avril 2014 Conseiller municipal d'Amiens puis adjoint au maire d'Amiens chargé de la population depuis le 3 juillet 2020.
- Depuis le 17 avril 2014, 7e vice président de la communauté d'agglomération Amiens Métropole puis conseiller communautaire depuis le 3 juillet 2020
- Depuis le 2 avril 2015 : Conseiller départemental du canton d'Amiens-7 réélu le 27 juin 2021

### Activités professionnelles
- Depuis le 1er octobre 1993 : Professeur des universités-praticien hospitalier en chirurgie orthopédique et traumatologique (conseil national des universités 5002)
- Depuis le 1er octobre 1993 : Professeur des universités-praticien hospitalier en médecine légale et droit de la santé (conseil national des universités 4603)
- Depuis le 6 décembre 2001 : Expert agréé par la Cour de cassation (1er vice-président de la compagnie du 10 mai 2019 à 2023)
- Depuis le 26 mai 2004 : Membre titulaire de l'Académie nationale de chirurgie
- 19/01/2004 - 18/01/2010 : Président du Conseil national des universités
- Depuis le 14 février 2012 : Membre correspondant de l'Académie nationale de médecine[11]
- Chevalier de l'ordre des Palmes académiques (2016)
- Le 25 juin 2020 : il est promu par le conseil national des universités Professeur des universités de classe exceptionnelle 2, le plus haut grade universitaire
- Le 4 novembre 2020 : il est élu au Conseil d'administration de l'Académie de chirurgie
- Le 22 septembre 2021, il a reçu la médaille d'honneur de l'académie nationale de chirurgie remise par le Doyen Henry Coudane pour les travaux de recherche
- Le 24 septembre 2021, dans le cadre des 800. ans de la création de l'hôpital Lapeyronie de Montpellier dénomination des nouveaux bâtiments. Désormais le bâtiment abrite le service de médecine légale qui s'appelle "Professeur Olivier Jardé "
- Le 13 décembre 2021, il est élu membre titulaire de l'académie des sciences, des lettres et des arts d'Amiens Académie créée par Jean-Baptiste Gresset
- Depuis le 7 janvier 2022 : élu Président des correspondants de la 4ème division de l'Académie nationale de médecine
- Élu le 11 janvier 2023 président de  l’Académie nationale de chirurgie (ANC) pour 2024[12]

Durant sa présidence, il rédige un avis sur " la fin de vie" Il reconnait l'intérêt de la loi Léonetti mais souhaite son évolution. Il propose un texte proche de celui adopté par l'état de l’Oregon ou la prescription médicale est autorisée sans obligation d'administration type suicide assisté. Il organise une réflexion sur la chirurgie 4.0 alliant robotique, intelligence artificielle et simulation augmentée. Il pose la problématique des ressources humaines pour les internes de chirurgie et propose au ministre de l'enseignement supérieur et de la recherche 10 propositions et 5 axes.

## Ouvrages
- L'enfant et ses droits au cœur de la famille, mars 2009
- Fin de vie, entre volonté et éthique, avril 2006
- À cœur ouvert, septembre 2016